# Jamboree (dokumentarfilm)
Jamboree er en dansk dokumentarfilm fra 1924.

## Handling
I 1924 er Danmark vært for den 2. verdensjamboree med deltagelse fra 33 nationer. Det store arrangement løber af stabelen fra 9. august og de følgende to uger i Ermelunden i Dyrehaven uden for København. Blandt andet deltager Polen, Kina, Ungarn, Finland, Amerika, Japan, Schweiz, Ægypten, Australien, Tyskland, Norge, Ceylon, Sverige, England, Chile, Irland, Indien, Frankrig og selvfølgelig værtslandet selv. Den eneste afrikaner, der er med i jamboreen, er en fyrstesøn fra Uganda - han har rejst i to måneder for at være med.
Der blev afholdt svømmestævne på badeanstalten Helgoland. Friluftsteater, hvor schweizerne viser flagdans, japanerne viser sværdkamp, de engelske søspejdere demonstrerer 'Hjælp til et brændende skib' (på land), danskerne optræder med folkedans, amerikanerne viser indianerdanse, skotterne danser sækkepibedans. Der afholdes parade for verdens ældste spejder, jarlen af Meeth, 84 år gammel. Den store kongerevy på Eremitagesletten samt efterfølgende præmieuddeling på Galopbanen. Til slut ses den officielle modtagelse af spejderleder Lord Baden-Powell på Østerbro Stadion. Ledelsen af Det Danske Spejderkorps deltager, blandt andet ses bevægelsens stifter ritmester Cay Lembcke.

## Medvirkende
- Kong Christian 10.
- Dronning Alexandrine
- Prins Knud
- Robert Baden-Powell